# 로스앤젤레스 메트로 A선
로스앤젤레스 메트로 A선 (Los Angeles Metro Blue Line)은 미국 캘리포니아의 로스앤젤레스에서 다운타운 로스앤젤레스와 롱비치 사이를 운행하는 22.0-마일 (35.4 km)의 도시철도 노선이다. 메트로 레일 시스템의 6개 노선 중 하나로, 1990년에 개통한 이 시스템은 2017년 12월 기준으로 연간 2234만명이 이용한 로스앤젤레스에서 가장 오래되고, 두번째로 혼잡한 노선이다. 로스앤젤레스 교통국에서 운영하고 있다. 개통당시에는 로스앤젤레스 메트로 블루 라인 (Los Angeles Metro Blue Line), 또는 로스앤젤레스 광역철도 파란선으로 불리었다.
A선은 버넌, 헌팅턴 파크, 사우스 게이트, 린우드, 카슨 근처에 위치한다. 유명한 와츠타워스(Watts Towers)는 103번가 역 근처의 열차에서 볼 수 있다. 건설중인 리저널 커넥터는 이 노선을 유니언역과 그 이상의 역으로 직접 연결한다.
2014년, 메트로는 시스템을 개조하고 현대화하기 위한 "새로운 블루 개선 프로젝트(New Blue Improvements Project)"를 발표했다. 2019년에는 노선의 절반이 각각 5개월(총 10개월) 동안 폐쇄되었으며, 철도 운행 부족을 보완하기 위해 버스 셔틀 운행을 시행했다. 2019년 11월 2일, 공식적으로 재개하였고 노선명을 "A선"으로 변경했다.

## 운행 정보

### 경로
A선은 다운타운 로스앤젤레스와 다운타운 롱비치 사이를 운행한다. 노선의 길이는 22.0 마일 (35.4 km)에, 22개의 역이 있다. 이 노선의 북쪽 종착지는 7번가/메트로센터역이며, 이 센터에서 플라워 가(Flower Street)를 따라 남쪽으로 가며 E선과 선로를 공유한다. 승객은 7번가/메트로센터역과 피코역에서 간선급행버스체계 J선으로 환승할 수 있다. 두 노선은 다운타운 로스앤젤레스 바로 남쪽의 플라워 가와 워싱턴 대로(Washington Boulevard)에서 분기된다. 여기에서 A선은 워싱턴 대로에서 동쪽으로 선회하기 전에 롱비치 애비뉴(Long Beach Avenue)에서 남쪽으로 돌아 퍼시픽 일렉트릭(Pacific Electric)의 복복선으로 윌로우역까지 간 후, 롱비치 대로(Long Beach Boulevard)에서 롱비치 트랜짓몰(Long Beach Transit Mall, 롱비치 대로, 1번가, 퍼시픽 애비뉴, 8번가가 포함된 루프)까지 이어지는 롱비치까지 간다. 다운타운 로스앤젤레스에서 남쪽으로 약간의 높은 구조물과 역과 다운타운 로스앤젤레스 내에 짧은 터널 구간이 있다. A선은 윌로브룩역에서 C선과 환승된다.

### 운행 시간
기차는 오전 4시 45분에서 익일 오전 1시 사이에 운행된다. 금요일과 토요일 저녁에는 익일 오전 2시까지 열차가 운행된다. 첫차 및 막차 시간은 다음과 같다.
롱비치 착·발
북행
- 7번가/메트로센터행 첫차: 오전 4:46
- 7번가/메트로센터행 막차: 오전 12:03 (금요일 및 토요일 저녁시 오전 2:07)

남행
- 롱비치행 첫차: 오전 5:00
- 롱비치행 막차: 오전 1:01 (금요일 및 토요일 저녁시 오전 2:05)

주목할 것은 A선이 다운타운롱비치에서 돌아가기 때문에 늦거나 빠른 시간에 운행하는 열차가 있다.

### 배차 간격
A선의 열차는 월요일부터 금요일의 혼잡 시간대에 6분 간격으로 운행한다. 주중 주간에는 12분마다, 오전 9시 이후에는 주말 한정으로 전시간 운행한다.(토요일과 일요일 아침 일찍 15 분 간격) 야간 운행은 10분 간격으로 운행된다.
혼잡 시간대에는 다른 모든 열차가 윌로우와 7번가/메트로센터 사이의 역만 운행하므로 노선의 해당 부분 진입로를 줄인다. 윌로우 행은 A선 차량 기지에 근접해 있고, 주차장이 있는 마지막 남행 역이기 때문에 선택되었다. 저녁 시간대에는 승객들이 "윌로우(Willow)" 행으로 운행되는 열차와 "롱비치(Long Beach)"행 열차를 보게된다. 결과적으로, 롱비치역을 이용할 승객은 윌로우역에서 나와 다운타운 롱비치역 행 열차를 기다려야 한다.

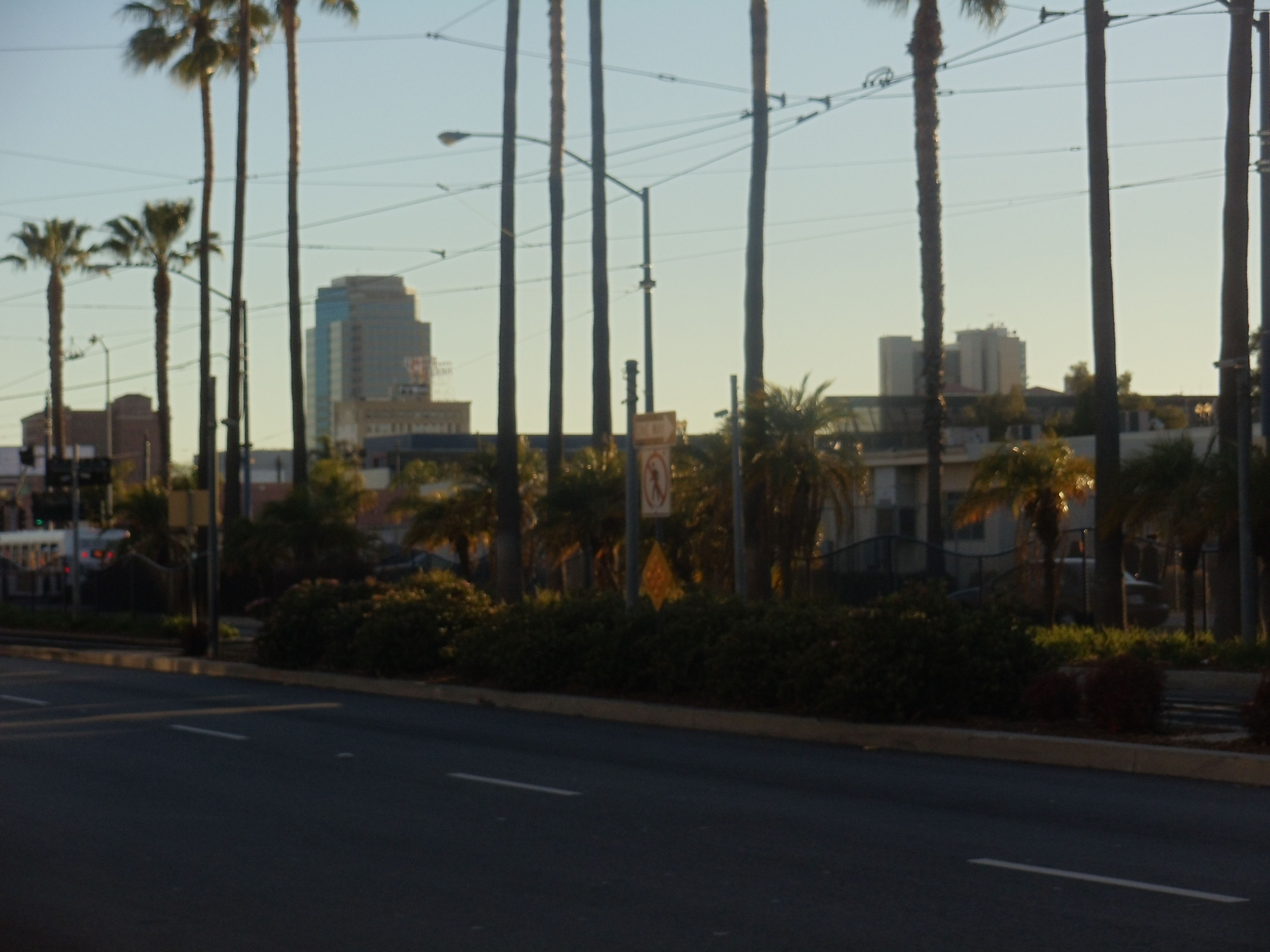
메트로 A선 열차가 다운타운 롱비치에서 "X"교차로를 건너는 곳. A선은 남부에서 루프 구간 동안 일방통행 단선으로 운행한다.

### 승객수
A선은 일일 승객 수 5,000명으로 예상된다. 처음 1개월간 일일 승객 수는 12,000명에 달했고 첫 해가 끝날 무렵까지 매일 승객 수는 32,000명이었다.
2011년 7월 기준으로, 메트로는 A선이 평균 평일 탑승자가 90,000명 이상이며, 연간 2,626만명이 탑승하고 있다고 추정했다. 2013년 October월 기준, A선의 평균 주간 승객 수는 88,095명이며, 토요일 및 일요일 승객수는 60,339명이고 승무원 수는 46,897명으로, 연간 2848 만 명에 달한다.

## 역사

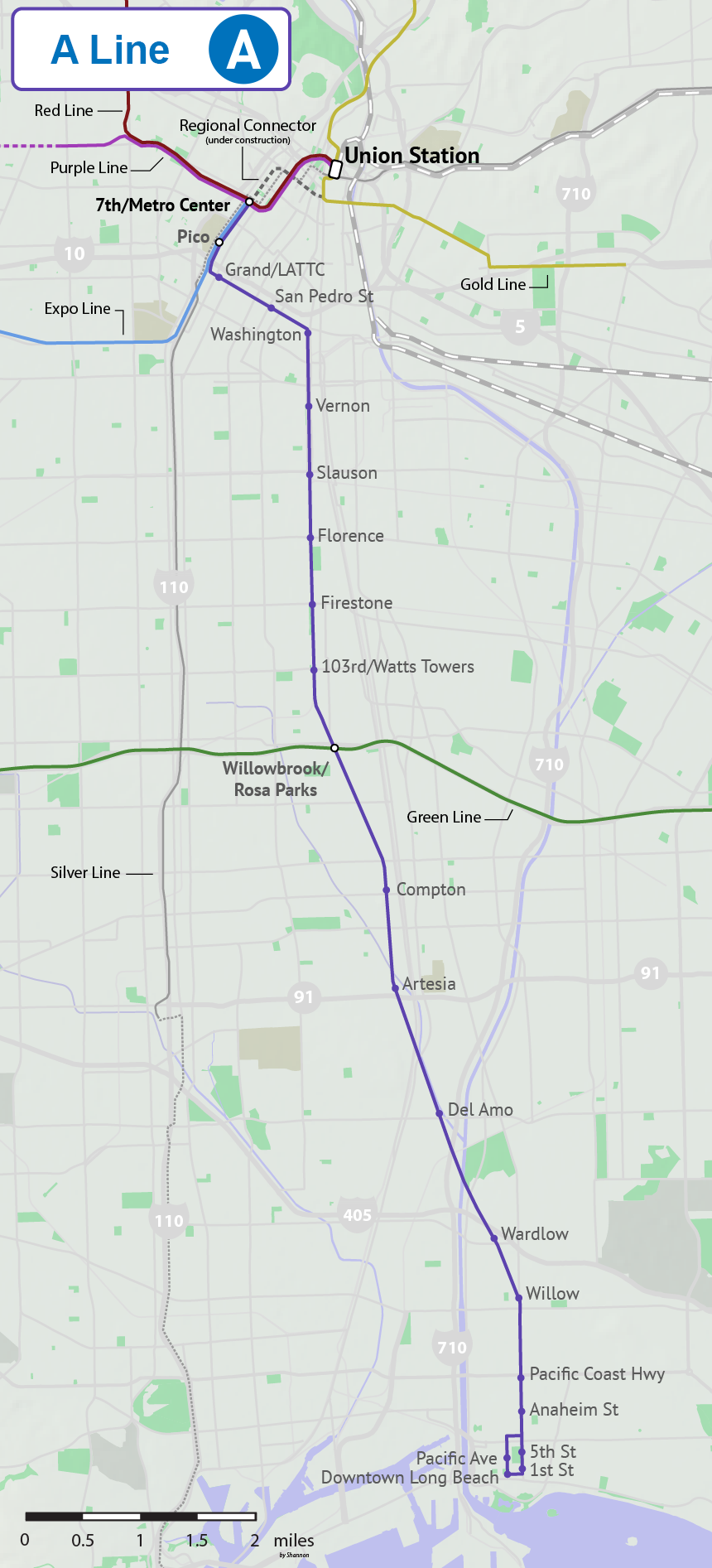
2021년 개통예정인 리저널 커넥터 경유 유니언역 이북 연장선이 포함된 A선 노선도. 점선은 계획중이거나 공사중인 도시철도 노선을 나타낸다.

퍼시픽 전기 철도(Pacific Electric Railway)가 운영한 이 노선의 원래 레드카(red car) 전차 서비스는 1902년에 운행을 시작했다. 1958년 당시 문제가 되었던 퍼시픽 전기 철도 및 로스앤젤레스 철도(Los Angeles Railway) 시스템의 유적은 원래 로스앤젤레스 교통국(Los Angeles Metropolitan Transit Authority)에 의해 인계되었으며 노선은 곧 1961년에 버스 운영으로 전환되었다. 1964년 남부 캘리포니아 고속교통지구(Southern California Rapid Transit District)가 통행권을 인수했다.
현재 노선은 1990년 7월 14일 토요일에 8억 7,700만 달러에 블루 라인(파란선, Blue Line)이란 노선명으로 개통하였다. 디자인 및 건설은 현재 남부 캘리포니아 고속 교통 지구와 로스 엔젤스 카운티 교통 위원회의 합병으로 1993년에 형성된 새로운 로스앤젤레스군 교통국(메트로(Metro)라고도 함)의 자회사인 철도 건설 공사(Rail Construction Corporation)에서 관리했다.
1998년 군 투표가 승인된 후 현재 지하철 노선 작업 허용이 중단되었으며, 이는 지하철 프로젝트에 대한 판매세 수입의 사용을 금지했다. 1998년 패서디나(Pasadena) 지역에 대한 작업이 시작되었지만 투표 후에도 일시 중지되었다. 애덤 쉬프(Adam Schiff)는 패서디나 구간에서 작업을 계속할 수 있는 별도의 권한을 만든 법안을 작성한 후, 2000년에 다시 공사가 시작되었으며 유니언역의 출발점과 블루 라인 사이에 직접 연결이 없었기 때문에 골드 라인(현 L선)이라는 브랜드로 지어졌다. 2021년에 이 두 노선은 A선의 7번가(7th Street)역 종점과 현재 확장된 골드 라인의 리틀도쿄/아츠 디스트릭트역 사이의 리저널 커넥터(Regional Connector) 터널로 연결된다.
이 노선은 원래 2량 편성 열차를 운영하였으나, 예상보다 많은 인기를 얻음으로서 2002년부터 2003년까지 3량 편성 열차를 수용하기 위해 19개의 승강장이 1,100만 달러의 비용으로 연장되었다. 3량 편성의 열차는 관절형 이중 열차로 구성되어있어 6량 편성 효과를 낼수 있다.
2006년 메트로 블루 라인은 메트로 그린/골드 라인이 2004년 이후에 장착된 자동 정차 안내(automated stop announcements)를 사용하기 시작했다. 이번 안내 방송은 메트로 그린 라인(현 C선)에서 운영되는 지멘스 열차와 동일한 목소리가 아니지만, 엑스포 라인의 닛폰차량제조 열차 및 메트로 레드/퍼플 라인(현 B/D선)의 안살도브레다 열차에서 사용하는 것과 같은 목소리이다.
2007년에는 많은 메트로 블루 라인 윌로브룩과 콤프턴 사이의 교차점에 광범위한 궤도 수리를 거쳐 금요일~일요일 밤에 열렸다.
블루 라인의 7번가역과 연결되는 메트로 엑스포선(현 E선) 건설이 2006년 개시되고, 2012년 4월 28일에 운행을 실시했다.
2009년 12월 13일, 메트로의 두 번째 간선급행버스체계인 실버 라인(현 J선)이 하버 게이트웨이 트랜싯 센터(Harbour Gateway Transit Center), 다운타운 로스앤젤레스 및 엘 몬테 역 간 운행을 시작했다. 블루 라인과 달리 실버 라인은 I-110 고속도로에서 운행되기 때문에 추가 요금이 부과된다. 메트로 블루 라인과 메트로 실버 라인은 대략 2-4 마일 떨어져 있다. 이전의 블루 라인 승객 중 일부는 메트로 실버 라인으로 전환했다. 블루 라인에 지연 및 기술적인 문제가 있는 경우 메트로는 실버 라인의 추가 요금을 일시적으로 제거하여 승객이 대신 이용할 수 있도록 한다. 메트로 실버 라인 개통 이후 이용객 수는 증가했지만, 블루 라인의 승객 수를 줄일 수는 없었다.
블루 라인의 6년, 12억 달러 정비가 2014년 후반에 시작되었다. 선로, 전력 변전소 및 가공전차선 와이어가 교체되고 역이 재건되었다. 철도 차량의 개선으로 789대의 새로운 경전철 차량을 7억 7300만 달러에 도입하고, 기존 경전철 차량을 1억 3,000만 달러로 개조하였다. 역 재건은 2015년 7월에 완료되었다.

## 운영
메트로 레일 운영(Metro Rail Operations)의 내부 시간표에서 A선은 801 선으로 불린다.

### 유지 보수 시설
A선은 4170 East 208th Street에 위치한 Division 11 Yard(208번가 차량기지)에서 운영된다. 또한 차량의 대규모 유지 보수가 이루어지는 곳이기도 하다. 차량기지는 델아모역과 워드로역 사이에 위치하고 있다. 열차는 남행 궤도의 교차점을 통해 차량기지로 주박한다. 북행 열차는 교차점의 북쪽과 남쪽에 있는 평면교차 선로를 통해 주박한다.

### 철도 차량
A선은 닛폰차량제조의 전동차를 사용한다. 높은 승차감으로 인해 3량 편성을 기준으로 삼고 있지만, 심야, 주말 아침에는 일부 2량 및 1량 편성으로 운행하기도 한다.
A선(당시 파란선)이 개통할 때, 모선에는 원래 54대의 전동차가 있었다 (P865, 100-153). 2000년에 파란선은 초록선(현 C선)에서 지멘스 P2000 차량을 사용하기 시작한 후 초록선에서 15대를 추가했다(P2020, 154-168). A선은 현재 69대의 열차를 보유하고 있다.
현재 66대의 전동차가 노란색/흰색으로 도색되어 있다. 과거의 도색은 하늘/밝은/진한 파란색과 흰색이었다. 2000년에, 109 및 148 전동차는 퍼시픽 전기철도 (Pacific Electric Railway)의 기념일을 축하하기 위해 적색으로 칠해졌다. 이 적색으로 도색된 전동차는 은색으로 재도색 되었으며 700-750 전동차와 유사하나, 2008년에, 109 및 148 전동차는 대부분 차량에 어울리기 위해 재도색되었다. 또한, 105 전동차는 302 전동차와 비슷하게 검은색 글자가있는 흰색 도색을 사용한다. 2013년 8월, 148 전동차는 다음과 같은 새로운 차체를 선보였다. "선명한 형광 황색(bold reflective yellow) 표시 및 흰색 슈퍼-그래픽스를 회색 도색과 합쳐 새로운 철도 차량을 대상으로 선보인다."
A선은 A선 및 E선 모두에서 사용되는 닛폰차량제조 P865 & P2020 및 지멘스 P2000 열차를 사용한다. 긴키차량 P3010 열차도 사용되지만, 선로에서 운영하는 차량은 위의 두 차량이 일반적이다.
A선 차량은 델아모역과 워드로역 사이에 있는 롱비치의 디비전 11 야드에서 주박한다. 이 시설에는 86대의 경전철 차량을 주박 및 유지 관리할 수 있는 공간이 마련되어있다.

## 역 목록
| 역명                                        | 지상 / 지하 | 접속 노선          | 소재지       | 소재지                                     |
| ------------------------------------------- | ----------- | ------------------ | ------------ | ------------------------------------------ |
| 7번가/메트로센터 7th Street/Metro Center    | 지하        | B선, D선, E선, J선 | 로스앤젤레스 | 다운타운 로스앤젤레스 Downtown Los Angeles |
| 피코 Pico                                   | 지상        | E선, J선           | 로스앤젤레스 | 다운타운 로스앤젤레스 Downtown Los Angeles |
| 그랜드/LATTC Grand/LATTC                    | 지상        | J선                | 로스앤젤레스 | 다운타운 로스앤젤레스 Downtown Los Angeles |
| 산페드로가 San Pedro Street                 | 지상        |                    | 로스앤젤레스 | 사우스 센트럴 South Central                |
| 워싱턴 Washington                           | 지상        |                    | 로스앤젤레스 | 사우스 센트럴 South Central                |
| 버넌 Vernon                                 | 지상        |                    | 로스앤젤레스 | 사우스 센트럴 South Central                |
| 슬로우슨 Slauson                            | 지상        |                    | 로스앤젤레스 | 사우스 센트럴 South Central                |
| 플로렌스 Florence                           | 지상        |                    | 로스앤젤레스 | 플로렌스-그레햄 Florence-Graham            |
| 파이어스톤 Firestone                        | 지상        |                    | 로스앤젤레스 | 플로렌스-그레햄 Florence-Graham            |
| 103번가/왓츠타워스 103rd Street/Watts Tower | 지상        |                    | 로스앤젤레스 | 왓츠 Watts                                 |
| 윌로브룩/로자파크스 Willowbrook/Rosa Parks  | 지상        | C선                | 로스앤젤레스 | 윌로브룩 Willowbrook                       |
| 컴튼 Compton                                | 지상        |                    | 로스앤젤레스 | 컴튼 Compton                               |
| 알테시아 Artesia                            | 지상        |                    | 로스앤젤레스 | 컴튼 Compton                               |
| 델아모 Del Amo                              | 지상        |                    | 로스앤젤레스 | 카슨 Carson                                |
| 워드로 Wardlow                              | 지상        |                    | 로스앤젤레스 | 롱비치 Long Beach                          |
| 윌로가 Willow Street                        | 지상        |                    | 로스앤젤레스 | 롱비치 Long Beach                          |
| 퍼시픽해안고속도로 Pacific Coast Highway    | 지상        |                    | 로스앤젤레스 | 롱비치 Long Beach                          |
| 애너하임가 Anaheim Street                   | 지상        |                    | 로스앤젤레스 | 롱비치 Long Beach                          |
| 5번가 5th Street                            | 지상        |                    | 로스앤젤레스 | 롱비치 Long Beach                          |
| 1번가 1st Street                            | 지상        |                    | 로스앤젤레스 | 롱비치 Long Beach                          |
| 다운타운 롱비치 Downtown Long Beach         | 지상        |                    | 로스앤젤레스 | 롱비치 Long Beach                          |
| 퍼시픽 애비뉴 Pacific Avenue                | 지상        |                    | 로스앤젤레스 | 롱비치 Long Beach                          |

## 같이 보기
- 로스앤젤레스 메트로